# アネロイド気圧計

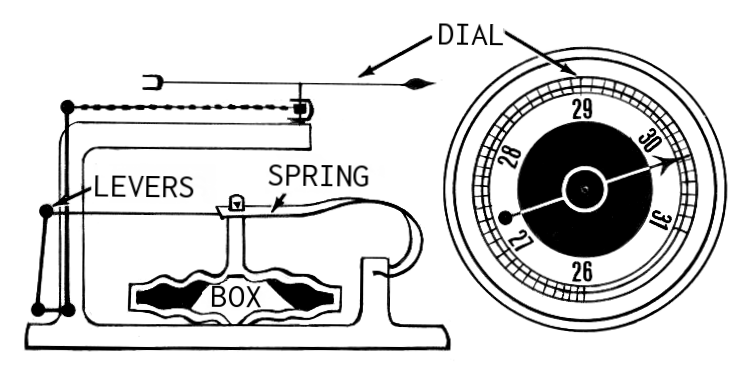
動作の仕組み

アネロイド気圧計（アネロイドきあつけい、英語: Aneroid barometer）は、内部を真空にした金属製容器の円板状の面が、外の気圧に応じて膨らんだり凹んだりするのを、針の動きに変えて気圧を読む形式の気圧計。空盒（くうごう）気圧計ともいう。
指針式の気圧計としては、もっともポピュラーな方式である。

## 概説
温度による影響が大きいため精密な測定には不向きだが、小型で持ち運びに適しているため、広く利用されている。高度を目盛れば高度計にもなる。これの応用として、空盒を沢山積み重ね、針の動きを大きくし、時計仕掛けなどで動く円筒に巻いた紙にペンで気圧を記録するものを自動アネロイド気圧計と呼ぶ。
太平洋戦争中に日本軍が開発・実戦投入し、ジェット気流を利用してアメリカを攻撃した風船爆弾には、アネロイド気圧計の原理を応用した高度保持装置が使われていた。
また、第二次世界大戦にてドイツ軍が使用したV1飛行爆弾の誘導・制御装置にも活用された。

## ギャラリー

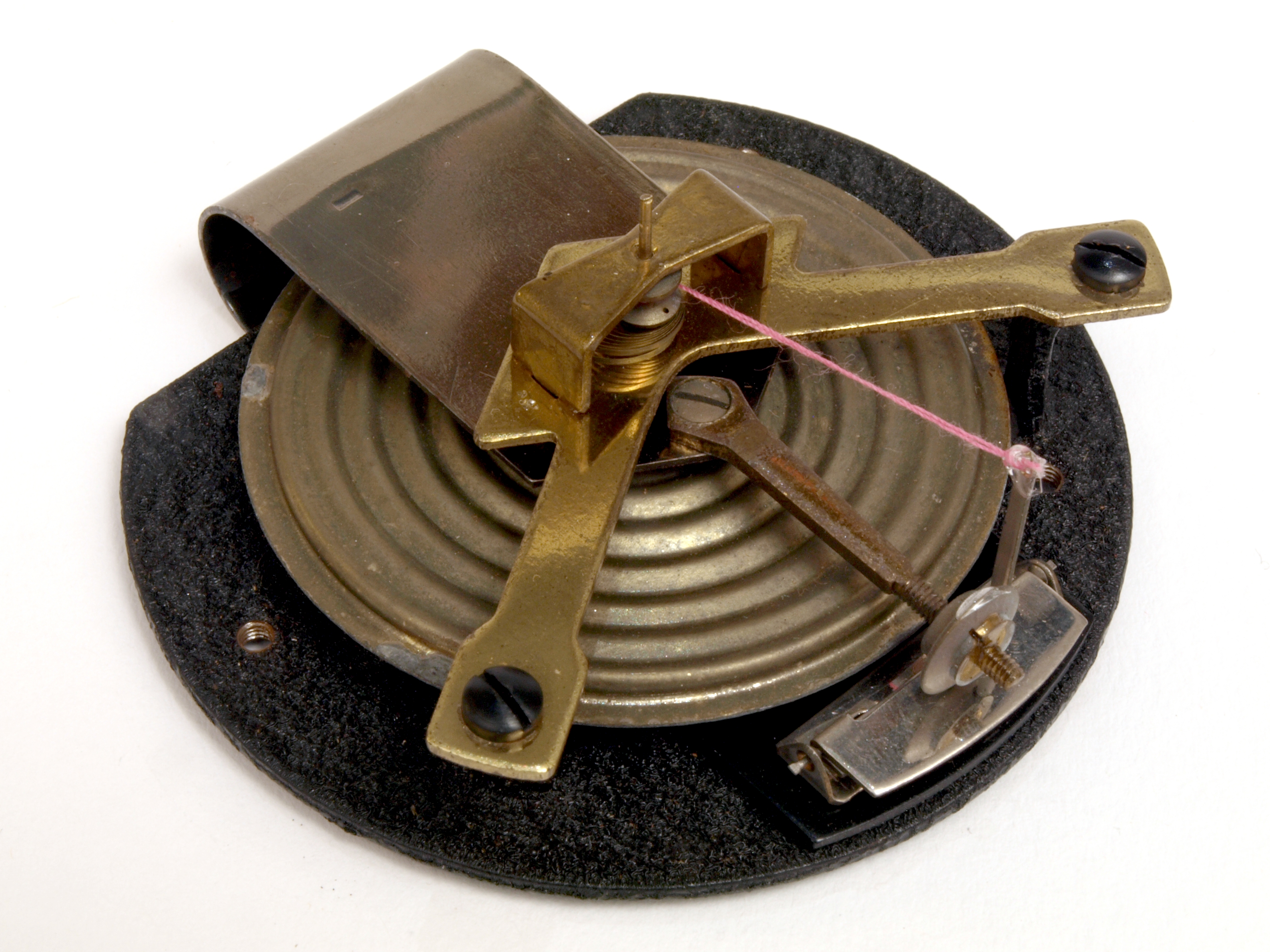
器械構造
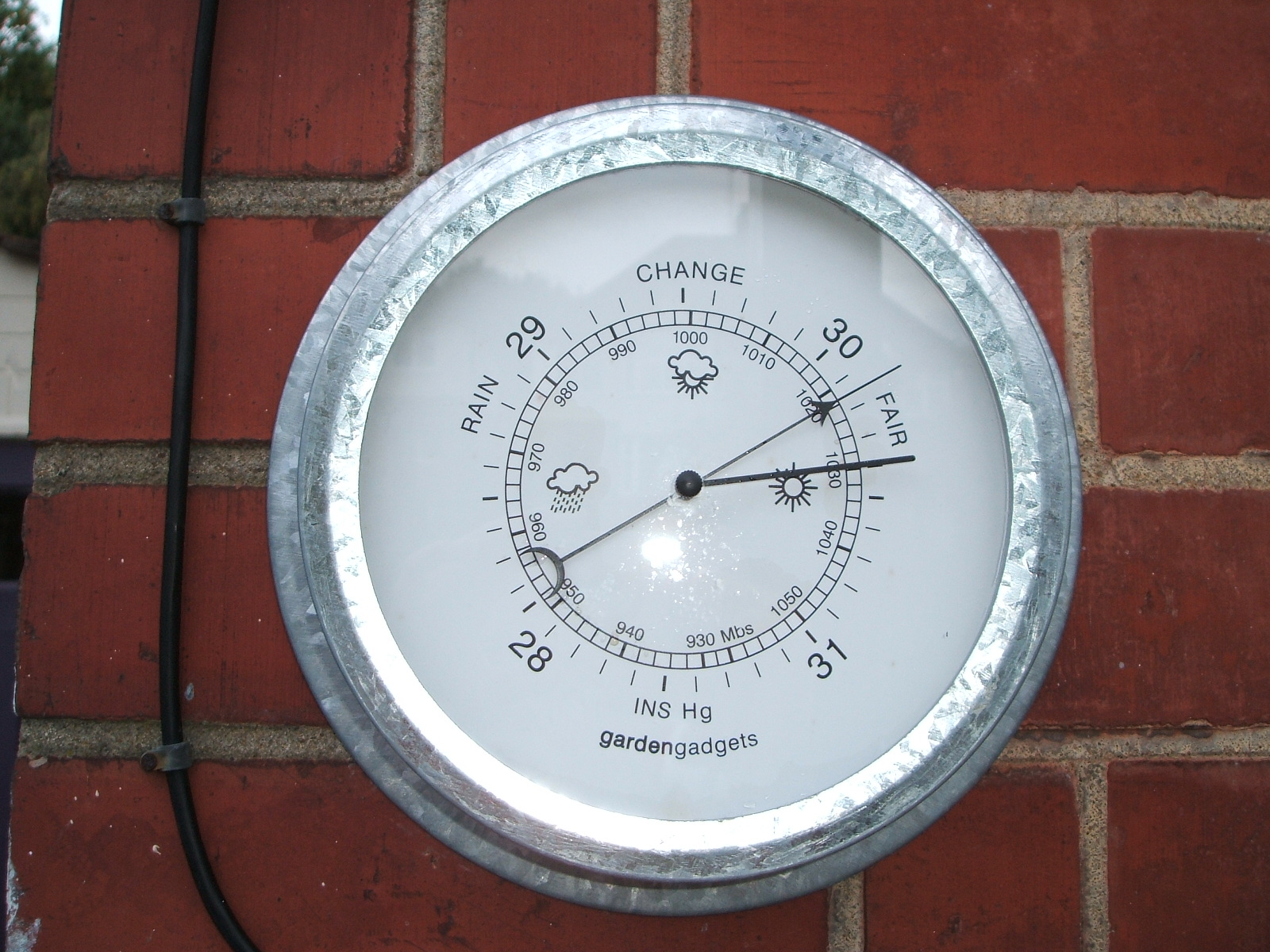
現代的なアネロイド気圧計の表示面の例
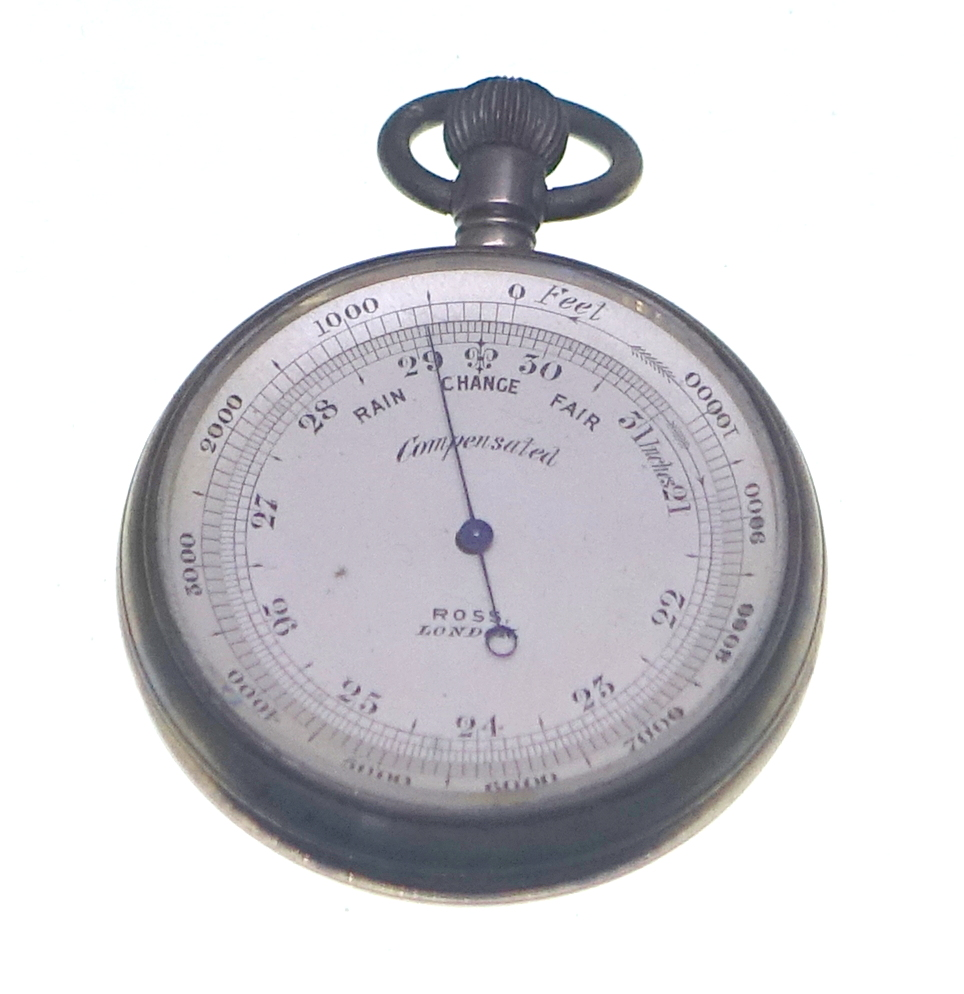
携帯式気圧計（1902年）
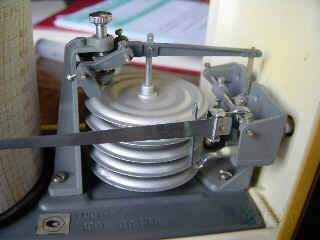
アネロイド自記気圧計（バログラフ（英語版）（自記高度計）の一部）